# Eglon Hendrik van der Neer

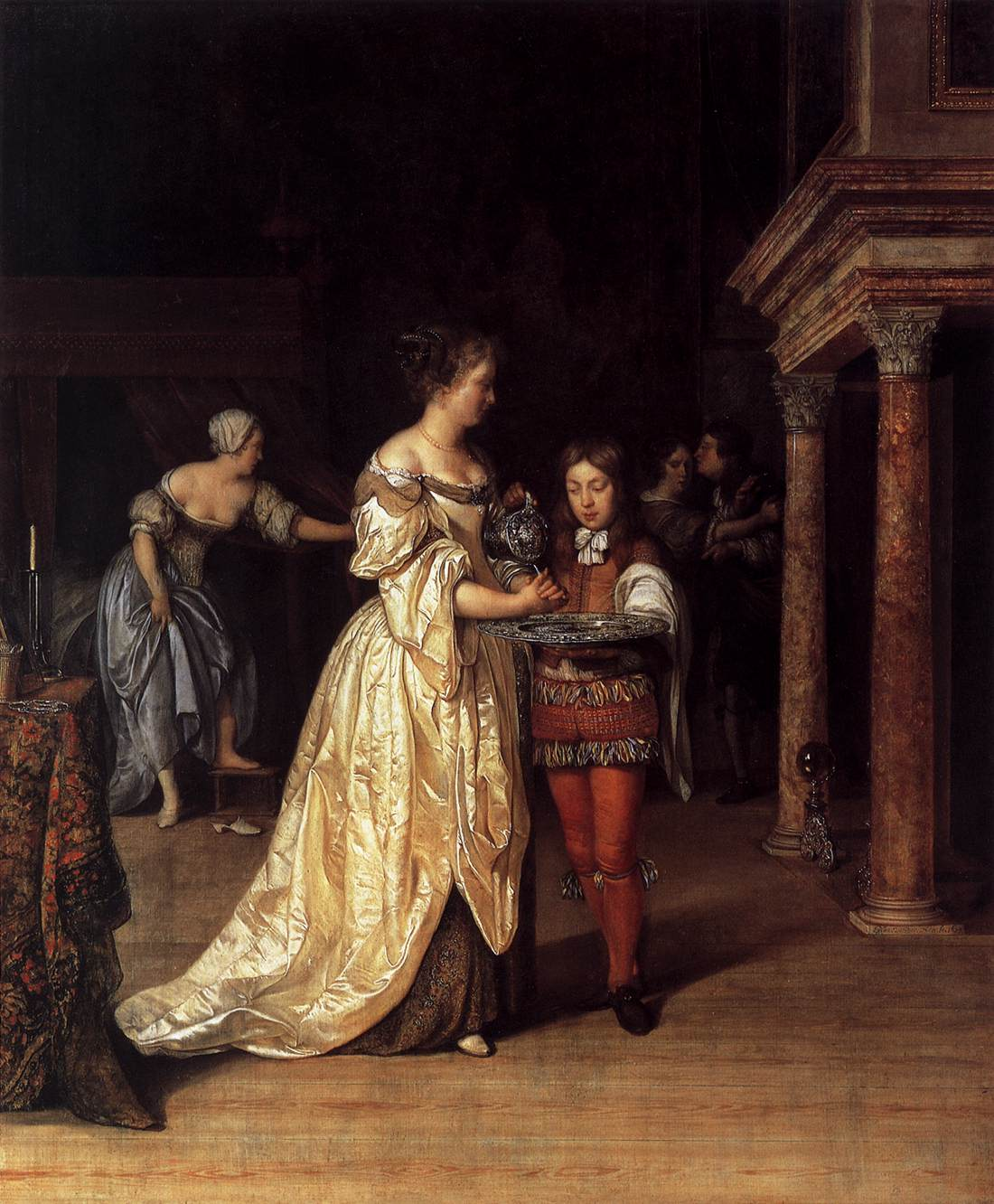
Scena di interno con una donna che si lava le mani, 1655-1660 circa, Gemäldegalerie di Berlino

Eglon Hendrik van der Neer (Amsterdam, 1634 – Düsseldorf, 3 maggio 1703) è stato un pittore olandese.

## Biografia
Figlio del pittore di paesaggi Aert van der Neer, fu allievo presso il padre e, successivamente, Jacob van Loo. A differenza del padre fu un pittore intraprendente, che raggiunse un notevole successo tra i contemporanei. inizialmente visse in Francia, per poi trasferirsi ad Amsterdam, Rotterdam (dove fu maestro di Adriaen van der Werff), l'Aia e Bruxelles. Nel 1687 divenne pittore di corte di Carlo II di Spagna e tre anni dopo dell'elettore palatino Giovanni Guglielmo, trasferendosi a Düsseldorf, dove morì nel 1703.
Fu pittore soprattutto di ritratti e scene di genere di ambientazione aristocratica, sullo stile di Gerard ter Borch e Gabriel Metsu. I suoi interni sono arredati sontuosamente, le vesti delle nobildonne in ricche sete, e spesso è presente una sottile trama erotica (come nel dipinto La moglie del re Candaule).
Un piccolo gruppo di opere di stile più miniaturistico, basate su modelli più vecchi, si colloca in netto contrasto con l'opulernza della produzione ufficiale, ed è da ascrivere probabilmente al soggiorno a Düsseldorf.